# Tharra knighti
Tharra knighti är en insektsart som beskrevs av Nielson 1975. Tharra knighti ingår i släktet Tharra och familjen dvärgstritar. Inga underarter finns listade i Catalogue of Life.